# Mont Orohena
Mont Orohena hay Núi Orohena là ngọn núi trên đảo Tahiti, đảo lớn nhất của Polynésie thuộc Pháp ở Nam Thái Bình Dương.
Mont Orohena có độ cao 2.241 m (7.352 ft), và là núi lửa đã ngưng hoạt động . Đây là điểm cao nhất của Polynésie thuộc Pháp.